# Benjing fengyuan
La pharmacopée chinoise Benjing fengyuan 本经逢原 « Élucidation de la signification réelle du classique originel » est un ouvrage de pharmaceutique, en quatre volumes, écrit par Zhang Lu 张璐 (ca.1617-1699), publié en 1695, et réimprimé à plusieurs reprises, en 1801 et 1959. Elle est aussi parfois nommée Bencao fengyuan 本草逢原. La première édition de la Benjing fengyuan fut emmenée au Japon, où une réédition fut produite en 1802. Des copies de ses éditions japonaises attinrent la Chine et furent la base des éditions ultérieures,.
Les 831 substances médicinales les plus couramment utilisées sont décrites en insistant sur la pratique clinique. Elles sont classées en partie suivant la méthode du Bencao gangmu de Li Shizhen en 32 catégories.
L’auteur n’hésite pas à faire des commentaires bénéficiant de son expérience personnelle. Sinon de manière classique, pour chaque substance, il décrit ses propriétés, son origine, ses caractéristiques, son identification, ses effets, ses indications, sa préparation et ses contre-indications, en citant les textes originaux du Shennong Bencao Jing et les théories de divers auteurs, afin de les intégrer étroitement à l'application clinique.
En raison de la riche expérience clinique de Zhang Lu, cet ouvrage s'est révélé utile aux médecins des générations suivantes.
En bon lettré confucéen adepte du Hanxue 汉学 « Étude des Han », Zhang Lu entend affronter les difficultés rencontrées dans la rédaction des bencao, en revenant à la source littéraire d'origine de la longue histoire des pharmacopées chinoises. 

## Texte
Pour la source du texte chinois, voir le site de Chinese Text Project ou de la « Collection des classiques chinois » 中华典臧 Zhonghua diancang.
L'ouvrage se place dans la tradition principale des pharmacopées chinoises qui après avoir connu le tournant réformateur naturaliste de l’époque  des dynasties Song-Jin-Yuan 宋金元 (960-1368), a connu un bel épanouissement à l’époque des Ming avec Li Shizhen, mais a rapidement rencontré les limites autorisées par sa méthode de construction des connaissances, s’appuyant certes  sur des observations cliniques et des pratiques empiriques, mais aussi sur une fidélité à toute épreuve aux principes formels anciens, considérés comme fondamentaux venant de la Shennong bencao jing, très influencés par la vision magique des fangshi 方士, les « maitres de techniques » des devins, astrologue-astronomes, numérologues, et médecins guérisseurs du premier siècle. La révérence des textes classiques des adeptes du Hanxue 汉学 « Étude des Han », les a empêchés de faire une analyse lucide de ces textes ou du moins les a incités à passer sous silence leurs travers les plus « magiques ». Dans une approche scientifique, toutes les hypothèses et toutes les innovations sont possibles dans la limite de pouvoir être à un moment ou un autre confrontées à la réalité empirique.
Or, comme tous les auteurs de la tradition des Études des Han (Hanxue 汉学) en pharmaceutique, Zhang Lu (ca. 1617-1699) était un confucéen actif. Notamment dans les domaines de la médecine et de la pharmaceutique, il a effectué des années d'études et a comparé toutes les opinions du début de la littérature avec celles de son temps.
Pendant les troubles de la fin de la dynastie Ming (1365-1644), il s'est retiré dans la solitude d’une montagne pendant plus de dix ans où il s'est occupé uniquement de l'écriture de livres. Sa pharmacopée Benjing fengyuan aurait été compilée à cette époque.
La préface, écrite la 34ème année de Kangxi (1695), par Zhang Lu à l’âge de 79 ans, indique

« Préface 《Xù 序》
La médecine possède le Shennong Bencao Jing (abr. Benjing) « Le Classique de la matière médicale de Shennong », tout comme les artisans disposent de cordeau à tracer. Avec ce cordeau, on obtient des lignes droites, et avec ces lignes, on peut innover (biantong 变通). L’innovation naît de l’habileté et de la sagesse, mais elle doit toujours se référer au cordeau à tracer. Le Benjing de l'Empereur Yan (Yandi 炎帝) est l'origine de ce cordeau. Les ouvrages Daguan Bencao 大觀本草 « Matière médicale de l’ère Daguan » et Zhenglei Bencao 證類本草 « Matière médicale vérifiée et catégorisée » en sont les réalisations. Le Bencao Gangmu « La matière médicale classifiée » de Li Shizhen est une grande compilation, mais elle ne parvient pas à s’adapter aux innovations. De même, un grand artisan peut enseigner les lignes droites mais ne peut enseigner l’habileté et la sagesse, comme les textes Lingshu 灵枢 « Pivot spirituel » et Suwen 素问 « Questions simples » de l'Empereur Jaune (Huangdi 皇帝) enseignent comment utiliser la sagesse et l’habileté pour s'adapter aux circonstances. Seul Han Changsha 漢長沙 a su appliquer les principes de Yan et Huang sans être limité par le cordeau à tracer. Il les a suivis avec une telle aisance qu'il n'a jamais eu besoin d’autres règles. 
En examinant la tradition médicale, bien que de nombreux érudits célèbres aient émergé à travers les âges, rares sont ceux qui, à part le Yuhan Jinkui 玉函金匱 « Coffre doré du coffre en jade  » [ensemble précieux de textes], ont fondé leur pratique sur le Benjing. Après Changsha 長沙, l'ermite Tang avec son Qianjin fang 千金方 « Formules d'or de mille ducats » a saisi l'essence de ces principes. Cependant, ceux qui ont compilé les livres de matière médicale après lui ont souvent négligé ces fondamentaux. 
 Même Li Shizhen, dans son Bencao Gangmu, a parfois négligé l'essentiel en se concentrant sur des détails secondaires, en mentionnant seulement brièvement les traitements du Shennong Bencao Jing  pour maintenir une apparence de conformité. Zhang Zhongjing 张仲景 (150-219) est unique dans sa capacité à clarifier les enseignements classiques tout en ajoutant des explications là où les textes sont ambigus ou difficiles à comprendre. Le mélange des interprétations correctes et incorrectes crée de la confusion. 
 Dans le passé, j'ai eu l'occasion de lire un exemplaire annoté du Shennong Bencao Jing par Qiao Ziyou, il y a 35 ans, chez Maître Nian'e 念莪先生. Malheureusement, il n'a jamais été publié, et je ne peux plus le revoir. Sans prétendre avoir des compétences extraordinaires, j'exprime simplement mes modestes opinions en exposant brièvement les grands principes du Shennong Bencao Jing et en incorporant les méthodes de traitement de divers auteurs, afin que les étudiants puissent comprendre facilement et rester dans les limites des enseignements de Yan et Huang, atteignant ainsi l'excellence dans leur art médical.

Écrit par Zhang Lu, au printemps de l'année Yi Hai, 34ème année de Kangxi (1695), à l'âge de 79 ans. »

— Traduction de ChatGPT4o révisée, la traduction de Paul Unschuld est légèrement différente
En bon lettré confucéen adepte du Hanxue, Zhang Lu entend affronter les difficultés rencontrées dans la rédaction des bencao, en revenant à la source littéraire d'origine de la longue histoire des pharmacopées chinoises. La source ultime du savoir pharmaceutique se trouvait dans le Shennong bencao jing (Ier – IIe siècles) ainsi que dans les écrits du médecin Changsha (Zhang Zhongjing 150-219) et de l’ermite Tang (Sun Simiao 581-682), un célèbre alchimiste taoïste.
À la fin des Ming, Zhang Lu (ce.1617-1699) était un peu dans la même disposition d’esprit que son contemporain Zhang Zhicong (1610-1674) qui dans son œuvre Bencao chongyuan « Retour aux sources de la matière médicale », écrit dans les années 1625-1647, préconisait un retour aux principes des premiers textes médicaux. Mais Zhang Lu accepte cependant certaines innovations postérieures, comme la méthode de classification naturelle des drogues de Li Shizhen.
Si un retour aux sources originelles est dans la tradition philosophique du respect dû aux Anciens du confucianisme ou dans l'esprit de la tradition religieuse des alchimistes taoïstes où l’adepte réalise une involution (ni 逆) vers l’état primordial, cette démarche est moins justifiée pour les doctrines préscientifiques comme les pharmacopées qui au contraire, doivent toujours être prêtes à être remise en cause par de nouvelles données empiriques ou de nouvelles formes d'analyse inexplorées. Une discipline scientifique ne doit pas craindre les ruptures épistémologiques mais doit accepter d’être remise en cause par des changements fondamentaux dans la manière dont ses connaissances sont construites.
À l’époque où les médecins lettrés chinois se tournaient toujours plus vers la « perfection des origines », les apothicaires européens aspiraient à l’idée de progrès qui les dispensait « marcher à reculons, les yeux tournés vers les Grecs et les Latins » (Robert Halleux) . Il ne faut plus chercher à rattraper les Anciens, mais à les dépasser. L'idée toute simple de progrès scientifique libère enfin les esprits les plus curieux qui en utilisant l’expérimentation, cherchaient à l’instar d’Étienne de Clave à appréhender la structure de la matière sur les seules bases de l'expérience chimique. Plutôt que de se tourner vers la matière médicale de Dioscoride (Ier siècle), les médecins et apothicaires depuis l’époque de Hieronymus Brunschwig (1450-1512) s'étaient emparés des techniques de distillation afin de produire des remèdes nouveaux et plus efficaces. Dans son Cours de chymie, l'apothicaire Nicolas Lémery (1645-1715) évacue tout semblant de spéculations philosophiques et s'en tient à la seule expérience.

## Les notices sur les drogues
Zhang Lu considérait la Benjing comme un modèle mais ne refusait pas les innovations. C’est pourquoi il adopta 831 drogues du Bencao gangmu et les décrivit d’une manière assez pragmatique, sans aucun enjolivement théorique, tout comme Li Shizhen.
Exemple de notice : badou 巴豆 Croton tiglium, le Croton cathartique est une Euphorbiaceae aux graines extrêmement toxiques

« Le Badou est de saveur piquante et de [thermo-influence] chaude, capable de nettoyer les cinq organes zang et les six entrailles fu. Il ne se contente pas de dissoudre les masses et les obstructions liées aux amassements et accumulations, mais il peut également traiter les frissons et la fièvre des maladies fébriles et des fièvres humides, tout comme Zhang Zhongjing a utilisé la poudre blanche pour traiter la congestion froide. Son pouvoir est vigoureux et efficace, pouvant briser le sang et expulser le pus, éliminer les mucosités et chasser l'eau. On doit l'utiliser selon la gravité de la situation : en usage cru, il attaque violemment ; en usage cuit, il est modérément efficace; utilisé sans huile et sous forme de crème, il peut renouveler l'ancien et introduire du nouveau. Son utilisation dépend de l'urgence des symptômes et de la nécessité de traiter en opposition ou en complément. Utilisé de manière intense, il a le pouvoir de maîtriser les troubles et de chasser la maladie; utilisé en petite quantité, il a également l'habileté de calmer et de réguler le centre. Il peut à la fois stimuler l'intestin et arrêter la diarrhée, révélant ainsi un secret vieux de mille ans. »

— Traduction de ChatGPT et P. Unchuld
Dès le début de la notice Zhang Lu indique comment procéder avec les graines du croton cathartique « Retirer la coque et le cœur [去殼及心], puis faire griller jusqu'à ce qu'il devienne violet-noir, ou le brûler pour préserver ses propriétés »
La graine du croton comporte une coquille dure brune, un périsperme membraneux blanc et un endosperme jaunâtre. La procédure de traitement de Zhang Lu comporte une incohérence que Paul Unschuld explique très bien en retraçant l’historique de cette procédure remontant à Tao Hongjing qui indique que « La membrane du cœur doit être enlevée » avant l’usage. Li Shizhen cite correctement Tao Hongjing mais à un moment une erreur typographique ou orthographique s’est glissée qui a transformé qu xin pi 去心皮 « enlever la peau du cœur » en qu pi xin 去皮心 « enlever la peau et le cœur » (et il ne reste plus rien).
Paul Unschuld conclut sa longue analyse philologique (que nous avons très résumée) en déclarant
« Des difficultés et des malentendus de ce genre sont bien sûr inévitables lorsque les sciences naturelles ne sont pas pratiquées dans la nature elle-même mais en grande partie sur la base de preuves littéraires. Cela contribue considérablement aux difficultés d'une interprétation correcte du texte en question. »
Voyons aussi une drogue de grade supérieur le longgu 龙骨 « os de dragon » (des fossiles de mammifères)

« Le goût astringent permet de prévenir les pertes. Le Longgu pénètre dans le foie et recueille l'âme [liǎnhún 斂魂], réfrénant le qi 氣 qui s'échappe ou flotte. Le Benjing indique qu'il traite les affections liées aux esprits malins [gui 鬼] dans le cœur et l'abdomen, ainsi que les maladies causées par des esprits ou des démons [jingmei 精魅], car il a la capacité divine de repousser les mauvaises énergies [eqi 惡氣]. Il traite également la toux avec reflux, les diarrhées avec écoulement de pus et de sang, et les pertes menstruelles chez les femmes, en utilisant ses propriétés astringentes pour stabiliser les énergies du haut et du bas du corps, ainsi que le sang. 
…
Le longgu recueille l'énergie yin au sein du yang [yang zhong zhi yin 陽中之陰]  et se dirige vers le méridien du Jueyin du pied, tout en pénétrant les méridiens du Shaoyin de la main et du pied. Il traite les rêves fréquents d’interactions avec les démons, les rêves abondants, la perte de sperme pendant le sommeil, ainsi que les saignements de nez et les crachats de sang, les saignements pendant la grossesse, et les affections intestinales liées à des saignements. Il tonifie les reins, calme l'esprit et constitue un remède essentiel pour la conservation de l'énergie vitale. Lorsque des agents pathogènes sont présents, il est utilisé conjointement avec des médicaments qui agissent sur la surface du corps. »

— Traduction de ChatGPT4o
À la décharge de Zhang Lu il faut bien reconnaitre que la croyance aux guizi 鬼子 a été très largement répandue à Taiwan (et dans une moindre mesure en Chine continentale) dans toutes les couches de la population jusqu’à l’époque contemporaine. Mais nous aurions pu donner un grand nombres d’autres drogues où les descriptions sont tout aussi  imprégnées de croyances ou d’idéologie.